# Kyōgoku Tamekane
Kyōgoku Tamekane (japanisch 京極 為兼; * 1254; † 16. April 1332 in der Provinz Kawachi), nach seinem Klan auch Fujiwara no Tamekane (藤原 為兼), war ein japanischer Dichter und Politiker.

## Leben
Er war der Sohn von Kyōgoku Tamenori und der Enkel des Dichters Fujiwara no Tameie.
Kyōgoku Tamekane war ein Vertrauter des Tennō Fushimi aus der kaiserlichen Jimyōin-Linie, die mit Daikakuji-Linie um Macht rivalisierte, was dazu führte, dass er 1298 aus unklaren Gründen vom Kamakura-Shōgunat nach Sado verbannt wurde. Ihm wurde 1303 die Rückkehr erlaubt und er schaffte es, wieder bis zum Posten des Gon-Dainagon aufzusteigen, wurde aber 1315 abermals vom Shogunat verbannt, diesmal nach Tosa.
Im Auftrag des Tennō Fushimi kompilierte er die kaiserliche Gedichtsammlung Gyokuyō-wakashū mit mehr als 2500 Waka, die er 1312 fertigstellte. Die 1278 fertiggestellte kaiserliche Anthologie Shokushūishū enthält 132 seiner Waka.
Einige seiner Gedichte sind in der Sammlung Tamekane-kyō Kashū, einer Kompilation aus dem späten 15. Jahrhundert erhalten, ebenso drei seiner kunstvoll verknüpften Akrosticha, die in ihrer geometrischen Formgebung an die moderne konkrete Poesie erinnern.
Er war der Gründer der Dichterschule Kyōgoku-ha, die in Rivalität zur Nijō-ha stand, die von seinem Onkel Nijō Tameuji begründet wurde.